# Hermann Lodding
Hermann Lodding war ein deutscher Fußballspieler.

## Karriere
Lodding war Abwehrspieler des SC Victoria Hamburg und bestritt Punktspiele in den vom Hamburg-Altonaer Fußball-Bund ausgetragenen Meisterschaften. Mit seiner Mannschaft gewann er in drei aufeinander folgenden Jahren die Bezirksmeisterschaft, die zur Teilnahme an der Norddeutschen Meisterschaft berechtigte. Von den sechs Bezirksmeistern setzte sich seine Mannschaft – auch im Finale – durch. Am 8. April 1906 gewann sie mit 5:2 gegen den FuCC Eintracht 1895 Braunschweig in Braunschweig. Am 17. März 1907 kam es zu der finalen Neuauflage in Hamburg, das seine Mannschaft mit 6:1 gewann.
Aufgrund der regionalen Erfolge nahm er mit seiner Mannschaft auch an den entsprechenden Endrunden um die Deutsche Meisterschaft teil. Bei der Premiere unterlag er mit dem SC Victoria Hamburg dem Dresdner SC am 28. Mai 1905 mit 3:5 bereits im Viertelfinale, wie auch am 29. April 1906 mit 1:3 gegen den amtierenden Meister Berliner TuFC Union 92. Am 21. April 1907 gehörte er der Mannschaft an, die erstmals im Viertelfinale siegreich blieb, da sie den Düsseldorfer FC 99 mit 8:1 besiegte. Das erstmals erreichte Halbfinale gegen den Berliner TuFC Viktoria 89 wurde mit 1:4 verloren.

## Erfolge
- Halbfinalist Deutsche Meisterschaft 1907
- Norddeutscher Meister 1906, 1907
- Meister Hamburg-Altona 1905, 1906, 1907